# Sternwarte Sonneberg

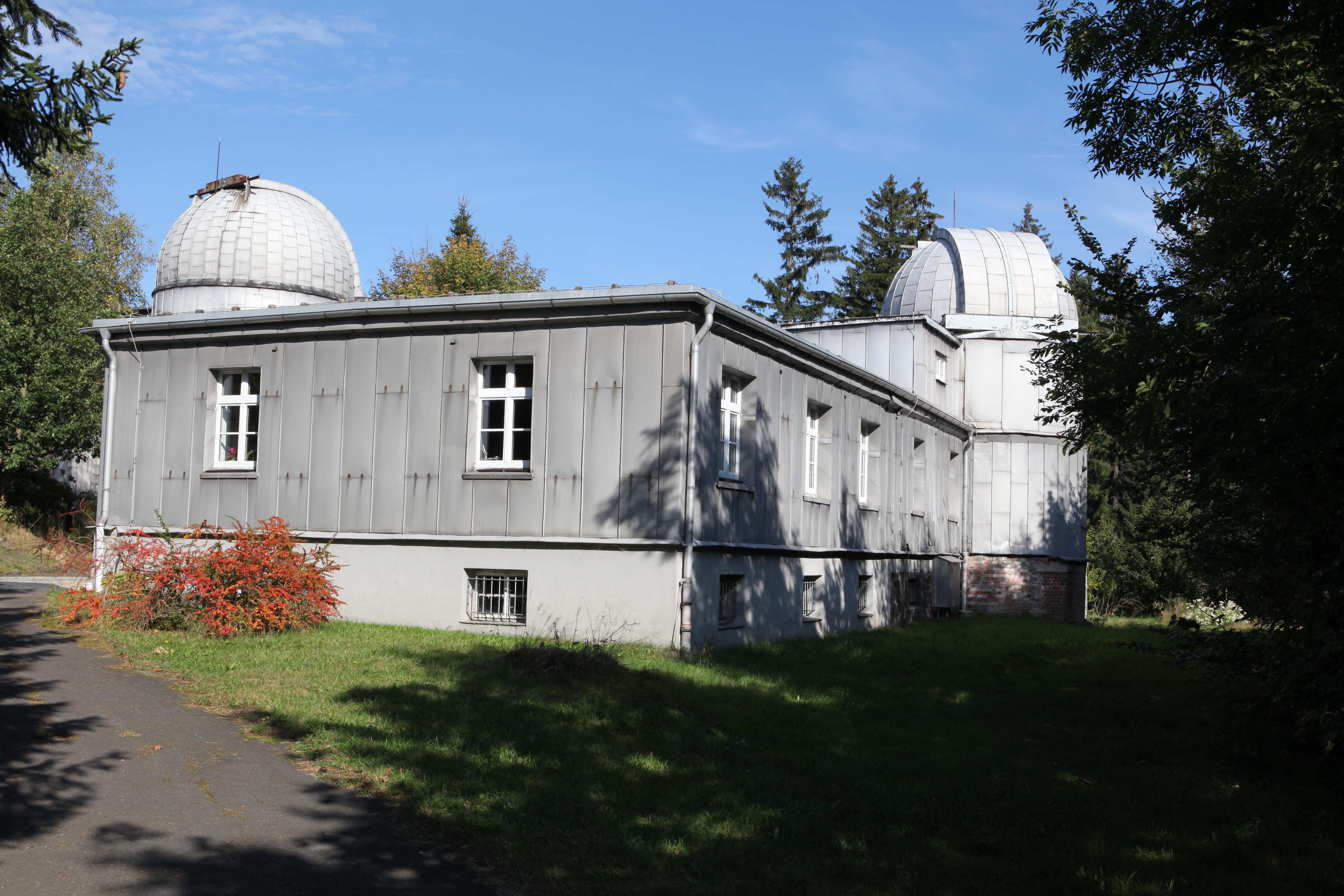
Sonneberger Sternwarte

Die Sternwarte Sonneberg steht auf dem 638 m hohen Erbisbühl in Neufang, einem Ortsteil von Sonneberg. Sie wurde Mitte der 1920er Jahre auf Initiative Cuno Hoffmeisters von der Stadt Sonneberg mit Unterstützung der Carl-Zeiss-Stiftung errichtet. Am 28. Dezember 1925 wurde die Beobachtungsstation mit dem ersten Kuppelturm feierlich eingeweiht und bis 1928 als damals „höchste Sternwarte Deutschlands“ durch Anbauten wesentlich erweitert.
Das Astronomiemuseum der Sternwarte steht interessierten Besuchern, insbesondere Amateurastronomen und Schülern offen, um sie in populärwissenschaftlichen Veranstaltungen mit der Geschichte und neueren Erkenntnissen auf den Gebieten der Astronomie und Astrophysik bekannt zu machen.

## Geschichte

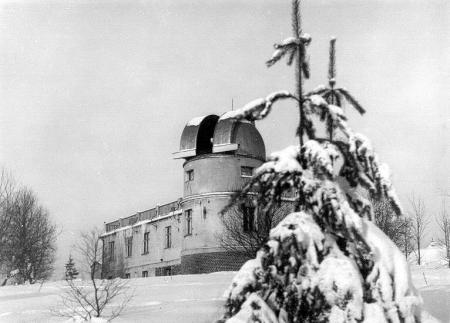
Eine der Sonneberger Beobachtungskuppeln, um 1935

Ab 1930 wurde das Observatorium an den preußischen Staat verpachtet und damit de facto zur Außenstelle der Universitätssternwarte Berlin-Babelsberg. 
Ab 1938 wirkte Paul Ahnert jahrzehntelang an der Sternwarte.
Im Zweiten Weltkrieg wurde die Sternwarte ab 1940 auch als Luft- und Wetterbeobachtungsstation genutzt und war dem Reichswetterdienst und mit ihm der Luftwaffe unterstellt. Nach dem Krieg gelang es Cuno Hoffmeister, die Forschungsprogramme der Sternwarte auch unter sowjetischer Besatzung fortzuführen. Allerdings verfügte die Besatzungsmacht 1945 im Zuge der Reparationen die Demontage des leistungsstärksten Teleskops – eines 40-cm-Astrografen – für eine sowjetische Sternwarte. Ab April 1946 wurde die Sternwarte Sonneberg ein Forschungsinstitut der Deutschen Akademie der Wissenschaften in Berlin.
In den 1950er Jahren wurde die Sternwarte umfangreich ausgebaut. Sie besteht seither aus mehreren, durch Grünanlagen getrennten, ein- bis zweigeschossigen Gebäuden mit großzügigen Labor- und Arbeitsflächen und angesetzten Kuppelbauten für die Beobachtungsgeräte. Bis Anfang der 1960er Jahre wurden auch viele neue Instrumente angeschafft und die Anzahl der wissenschaftlichen Mitarbeiter beträchtlich erhöht. 1960 und 1961 wurden zwei Astrografen mit je 40 cm Durchmesser in Betrieb genommen. Die auch für Sonneberg diskutierte Großinvestition eines 2-m-Schmidt-Teleskops (Deutschlands größtes Fernrohr überhaupt) wurde 1960 endgültig nach Tautenburg bei Jena verlegt, um dort eine neue Sternwarte einzurichten – die heutige Thüringer Landessternwarte.
Nach dem Mauerbau in Berlin am 13. August 1961 lag die Sternwarte Sonneberg im Grenzsperrgebiet und war somit für Besucher und Wissenschaftler, die nicht innerhalb der Sonneberger Sperrzone wohnten, nahezu unerreichbar und daher im internationalen Forschungsbetrieb nicht mehr vorzeigbar.
Im Zuge einer Reform der Akademie der Wissenschaften wurde 1967 die wissenschaftliche Leitung abgesetzt und die Einrichtung dem Institut für Astrophysik unterstellt. Weitere Pläne sahen für 1969 sogar den Abbau aller Instrumente, eine Umsiedlung des wissenschaftlichen Personals und die vollständige Schließung vor. Der neue wissenschaftliche Leiter Wolfgang Wenzel verhinderte dies jedoch durch seine Intervention. Ein verhängtes Beobachtungsverbot mit den großen Instrumenten wurde zunächst ignoriert und Mitte der 1970er Jahre rückgängig gemacht. Die wissenschaftliche Arbeit und die Langzeit-Forschungsprogramme liefen danach bis zum Ende der DDR 1989 weiter. 1989 zählte die Sternwarte Sonneberg 36 Mitarbeiter.
Mit der Wiedervereinigung 1990 begann für die traditionsreiche Sternwarte jedoch die kritischste Zeit. Zunächst ging sie in das Eigentum des Landes Thüringen über. Nach Evaluierung der Forschungseinrichtungen in Thüringen erhielt die Sternwarte Tautenburg auf Grund des oben erwähnten 2-m-Alfred-Jensch-Teleskops den einmalig zu vergebenden Status einer mit öffentlichen Forschungsmitteln geförderten Landessternwarte. Die Sternwarte Sonneberg sollte 1991 geschlossen werden. Dank des Engagements des damaligen Leiters der Sternwarte, Woldemar Götz, wurde die Schließung des Instituts auf Ende 1994 verschoben und die Sternwarte mit zehn Mitarbeitern als Außenstelle der Thüringer Landessternwarte Tautenburg weiterbetrieben. 1992 gründete der neue Leiter der Sternwarte, Hans-Jürgen Bräuer, gemeinsam mit Klaus Hoffmeister, einem Neffen Cuno Hoffmeisters, den Förderverein „Freunde der Sternwarte Sonneberg e. V.“ Die Sternwarte wurde am 9. November 1995 wiedereröffnet. Zwischen 1995 und 2003 war sie eine kommunale Einrichtung, die von Stadt und Landkreis Sonneberg sowie von den Ländern Bayern und Thüringen finanzielle Unterstützung erhielt. Unter der Leitung von Constanze la Dous gelang es mit vier Mitarbeitern, ein fünfjähriges Projekt ins Leben zu rufen, um die international anerkannten Sonneberger Himmelsbeobachtungsprogramme fortzuführen und die zweitgrößte Astroplattensammlung der Welt zu digitalisieren.
1998 wurde im ältesten Gebäude der Sternwarte ein Astronomiemuseum eingerichtet. Das Museum zählt jährlich etwa 5000 Besucher. Ermöglicht wurde die Durchführung des Projekts und die Einrichtung des Museums auch durch den Einsatz von ABM-Kräften. Als das Projekt im Dezember 2000 endete, gelang es nochmals eine Förderung durch den Landkreis und die Stadt zu erhalten, um bis zum Jahre 2002 weiterarbeiten zu können. Das Projekt wurde letztmals bis Ende 2003 verlängert.
Seit dem 1. Januar 2004 wird die Sternwarte vom Zweckverband Sternwarte Sonneberg und der Firma 4pi Systeme – Gesellschaft für Astronomie und Informationstechnologie mbH weitergeführt. Die Firma, die im Jahr 2000 von ehemaligen Mitarbeitern der Sternwarte Sonneberg gegründet wurde, entwickelt mit zwölf Mitarbeitern (1/2004) Software zum Betrieb astronomischer Fernrohre. Zusätzlich hatte 4pi Systeme mit Unterstützung des Vereins der „Freunde der Sternwarte Sonneberg e. V“ die Betreiberfunktion für die wissenschaftlichen Einrichtungen der Sternwarte. Das Astronomiemuseum wurde vom Förderverein betrieben, sodass Astronomiemuseum, Hörsaal und die Beobachtungsinstrumente der Sternwarte für Ausstellungen, Führungen und Vorträge genutzt werden konnten. Seit Anfang 2016 wird das Museum sowie die Öffentlichkeitsarbeit vom Verein „Astronomiemuseum e. V.“ betrieben.

## Wissenschaftliche Arbeit
Die Hauptaufgabengebiete der Sternwarte waren:
- Die fotometrische, lichtelektrische Untersuchung und Erforschung veränderlicher Sterne, Kometen, Meteore, Meteorströme und sonstiger extraterrestrischer Objekte.
- Die Langzeitforschungsprogramme „Sonneberger Felderplan“ (Field patrol) und „Sonneberger Himmelsüberwachung“ (Sky patrol).
- Die Entwicklung und Herstellung wissenschaftlicher Geräte und Instrumente zur Himmelsbeobachtung und Auswertung der Beobachtungsergebnisse.

Die Sternwarte Sonneberg verfügt heute (noch) über das zweitgrößte Astroplatten-Archiv der Erde, das eine wertvolle Informationsquelle für die Veränderlichen-Forschung ist. Es umfasst über 270.000 Fotoplatten, die die Veränderungen am nördlichen Sternenhimmel über mehr als 70 Jahre abbilden. Außerdem sind im Archiv ca. 5000 Fotoplatten des südlichen Himmels, die Cuno Hoffmeister auf mehreren Expeditionen in Bolivien und Südafrika zwischen 1926 und 1959 aufgenommen hat. Mehr als ein Viertel aller bekannten veränderlichen Sterne der Milchstraße wurden bisher mit Hilfe der Sonneberger Astroplatten entdeckt. Die meisten Aufnahmen sind im Rahmen des „Sonneberger Felderplans“ (Field patrol) und der „Sonneberger Himmelsüberwachung“ (Sky patrol) entstanden.
Das Langzeitprogramm des „Sonneberger Felderplans“ wurde 1924 von Cuno Hoffmeister begonnen und lief bis 1995. Die „Sonneberger Himmelsüberwachung“ beruht auf der Idee Paul Guthnicks den gesamten nördlichen Sternenhimmel mittels der Astrofotografie zu überwachen. Dieses Programm läuft seit 1926 bis heute. Da ab 1997 keine unbelichteten Fotoplatten mehr erhältlich waren, musste die Himmelsüberwachung auf Filmmaterial umgestellt werden. Die historischen Fotoplatten stehen für wissenschaftliche Auswertungen zur Verfügung und werden seit 1992 auch digitalisiert. Diese Arbeiten dauern bis heute an und werden von Mitarbeitern der Firma 4pi Systeme realisiert. Es gab auch ein Projekt, um das Signal-Rausch-Verhältnis bei einem Teil der bereits digitalisierten Fotoplatten durch die Pixonenmethode deutlich zu verbessern. Dieses Projekt mit der Technischen Universität Ilmenau lief bis zum Jahre 2005.

## Instrumente
Hauptinstrument der Sternwarte war 1926 zunächst ein 135-mm-Refraktor mit verschiedenen Himmelkameras. 1938 kam ein Astrograph mit 400 mm Objektivdurchmesser und 1600 mm Objektivbrennweite als neues Hauptinstrument zum Einsatz, das 1945 aber demontiert wurde. In der Sternwarte stehen heute zwei Cassegrain-Spiegelteleskope mit 60 cm Durchmesser, ein Schmidt-Teleskop mit 50 cm Durchmesser und zwei Astrographen mit je 40 cm Durchmesser.
In Ergänzung und als langfristige Alternative zu der seit 1926 mit Astrografen betriebenen Himmelsüberwachung wird seit 2002 eine CCD-Kamera in Verbindung mit einem Weitwinkelobjektiv eingesetzt. Als Kamera dient eine MultiMega-CCD-Kamera (Hersteller: OES – Optische und elektronische Systeme) mit einem 7k × 4k-Chip (Chipfläche: 84 × 48 mm, Fabr. Philips) und wassergekühltem Peltier-Element.
Der Refraktor von 1926 sowie das 60-cm-Cassegrain-Spiegelteleskop stehen heute Besuchern im Rahmen öffentlicher Beobachtungsabende zur Himmelsbeobachtung zur Verfügung.